# Platzspitzbaby
Platzspitzbaby (Alternativtitel: Platzspitzbaby – Meine Mutter, ihre Drogen und ich) ist ein Schweizer Spielfilm nach Vorbild der gleichnamigen Autobiographie von Michelle Halbheer aus dem Jahr 2020, die ihre Kindheitserinnerungen an die Beziehung mit ihrer Mutter zusammen mit der Journalistin Franziska K. Müller im 2013 erschienenen Buch Platzspitzbaby festhielt. Der Film erzählt die Geschichte der elfjährigen Mia, die nach Beendigung der offenen Drogenszenen am Platzspitz und im Letten im Frühjahr 1995 zusammen mit ihrer Mutter ins Zürcher Oberland zieht. Platzspitzbaby war 2020 der erfolgreichste Kinofilm in der Schweiz.

## Handlung
Der Film beginnt mit einem Prequel, in dem die elfjährige Mia vor der Auflösung der offenen Drogenszene am Platzspitz zu sehen ist. Dort wird die in die Brüche gehende Beziehung ihrer Eltern angedeutet und wie Mia diese Erlebnisse mit ihrem imaginären Freund Buddy verarbeitet, der sie in solchen Situationen mit seiner Mandoline begleitet.
Mit Beendigung der offenen Drogenszene am Platzspitz und der drei Jahre später folgenden Schliessung der offenen Szene am Bahnhof Letten wurden die Drogensüchtigen im Frühling 1995 in ihre Heimatgemeinden zurückgeschickt. Mia entscheidet sich, mit ihrer Mutter ins Zürcher Oberland zu ziehen, wo diese eine ihnen zugewiesene Wohnung bezieht und die eigentliche Handlung beginnt.
Mia muss sich in der Schule integrieren und findet dabei in einer Jugendgruppe neue Freunde. Gleichzeitig beleuchtet der Film die Beziehung von Mia zu ihrer drogenabhängigen Mutter, die versucht, aus der Drogensucht auszusteigen. Diese trifft jedoch schon bald alte Freunde wieder und verfällt in alte Muster zurück. So muss Mia sie wieder nach Zürich begleiten, wo sie ihr bei der Beschaffung neuer Drogen hilft und bei Drogentests behilflich ist. Der Film zeigt die ständigen Rückschläge in der Beziehung zwischen Mutter und Tochter. Ein weiterer Aspekt ist die Machtlosigkeit der Behörden. Obwohl Mias Vater das Sorgerecht für seine Tochter bekommen will, ist er ohne deren Zustimmung machtlos.
Der Film endet nach der Flucht Mias von zuhause. In der Schlussszene ruft sie aus einer Telefonkabine ihren Vater an, der sie mit dem Auto abholen soll.

## Produktion
Szenen für den Film wurden in Zürich, Winterthur, Wald ZH, Rüti ZH, Saland, Pfäffikon ZH und Bischofszell gedreht.
Der Filmdreh wurde von Buchautorin Michelle Halbheer unterstützt. Obwohl es sich um eine Buchverfilmung handelt, unterscheidet sich die Handlung an einigen Stellen. So heisst das Kind im Film auch Mia und nicht Michelle und auf Wunsch Halbheers wurde auch darauf geachtet, dass die Mutter optisch nicht ihrer Eigenen ähnelt. Insgesamt wurden für den Film 31 Drehtage benötigt.
Der Film wurde von C-Films produziert, die in den vergangenen Jahre bereits für andere erfolgreiche Filme wie Zwingli, Schellen-Ursli oder Der Verdingbub verantwortlich zeigte. Das Gesamtbudget des Films betrug 3,1 Mio. Fr. Als Co-Produzentin tritt die SRG SSR auf, die sich auch mit neun Prozent (SRG 4 %, SRF 5 %) an der Finanzierung des Films beteiligte. In Zusammenarbeit mit der Pädagogischen Hochschule Luzern wurde zum Film passendes Schulmaterial entwickelt, das unter anderem neun Kurzfilme beinhaltet.
Der Titelsong zum Film, Ich gibe nöd uf, wurde von Luna Mwezi selbst gesungen. Geschrieben wurde der Song von Dana Burkhard, Mya Audrey, Luk Zimmermann und Elif Erisik.
Die Premiere des Films fand am 8. Januar in Zürich statt. Nach weiteren Vorpremieren kam der Film offiziell am 16. Januar 2020 in die Deutschschweizer Kinos. Am 23. Januar folgte die Erstaufführung in der italienischen Schweiz. Der Kinostart einer französischen Synchronfassung in der Romandie unter dem Titel Les Enfants du Platzspitz (dt. «Die Kinder vom Platzspitz») wurde ursprünglich für den 18. März geplant, jedoch später aufgrund der Coronakrise auf den 19. August 2020 verschoben.

## Rezeption

### Kritik
Gemäss Filmbulletin kann der Film das emotionale Dilemma, in dem Kinder wie Mia stecken, glaubhaft darstellen. Das Schweizer Filmmagazin lobt die beiden Hauptdarstellerinnen Luna Mwezi und Sarah Spale, die ihre Rollen überzeugend spielen. Hoch rechnet das Magazin Regisseur Pierre Monnard und Drehbuchautor André Küttel an, dass sie die Handlung konsequent aus Sicht des Kindes erzählen und diesem damit erlauben, sich selbst zu retten. Ebenfalls gelobt werden die beiden Hauptdarstellerinnen vom Filmportal outnow.ch, die ihnen eine massgebliche Rolle zum Gelingen des Films auf emotionaler Ebene zuschreibt. Filmbulletin und outnow.ch kritisieren dabei die imaginäre Figur des Buddy, der gemäss outnow.ch zu sehr im Kontrast zur übrigen Geschichte steht und dadurch die Zuschauer aus der Geschichte wirft.
Die NZZ lobt in ihrer Filmbesprechung neben den beiden Hauptfiguren auch explizit Regisseur Pierre Monnard, der mit seiner «feinfühligen Inszenierung» viel zur Stimmung im Film beiträgt.
In den Augen des Online-Portals Watson ist der Film Pflichtstoff, Monnard reisse mit seinem Film Mauern nieder, die manch ein Sozialarbeiter, Polizist, Nachbar oder Arzt lieber stehen gelassen hätte. Radio SRF 3, deren Muttergesellschaft SRG den Film mitproduziert hat, spricht von schauspielerischen Glanzstücken von Spale und Mwezi und nennt den Film «eine Bombe von Film». Die Basler Zeitung bezeichnete den Film als ein «Meisterwerk der Schweizer Filmgeschichte», bei dem der Zuschauer am Ende «zutiefst berührt» den Kinosaal verlässt.
André Seidenberg, ein damals in der offenen Drogenszene am Platzspitz tätiger Arzt, der auch mit der Schauspielerin Sarah Spale zusammengearbeitet hat, beurteilte den Film ebenfalls als gelungen. Er vermittle die damalige Realität nach der Schliessung des Platzspitz adäquat und gebe auch die damals herrschende Stimmung gut wieder. Nach Kritikpunkten gefragt beanstandet er einzig die Untätigkeit einer betreuenden Sozialarbeiterin in einer Szene, in Wirklichkeit hätte sich diese nie so verhalten.
Das deutsche Portal der Arthaus-Kinos, programmkino.de, gibt sich gleichfalls begeistert: „Ein eindringliches, exzellent gespieltes Drama, das die Zuschauer mit voller Wucht in seinen Bann zieht: Rigoroses Arthaus-Kino mit „Systemsprenger“-Potenzial.“

### Erfolg
In der ersten Woche lockte der Film bereits 62'000 Zuschauer in die Kinos und stieg damit in der ersten Woche auf Platz 1 der Schweizer Kinocharts ein.
Nach 10 Tagen knackte der Film die Marke von 100'000 Zuschauern und war damit erfolgreicher als andere in letzter Zeit erschienene Schweizer Kinofilme wie Zwingli und Bruno Manser – Die Stimme des Regenwaldes. Der Erfolg des Filmes wirkte sich auch positiv auf die Verkaufszahlen des Buches aus, das wieder auf Platz 1 auf der Schweizer Büchercharts zurückkehrte.
Einen Monat nach Kinostart verzeichnete der Film 200'000 Kinobesucher. Am Ende des Corona-Jahrs 2020 war Platzspitzbaby mit 334'852 Besuchern der erfolgreichste Kinofilm in der Schweiz.